# Сарыки
Сарыки (туркм. Saryk) — одна из крупных этнографических групп туркмен. Проживают в большинстве своём долине реки Мургаб (древняя Маргиана) на территории Марыйского велаята Туркменистана.

## Этимология
По одной версии, слово Сарык происходит от среднетюркского слова сары («желтый»). По другой, от кыпчакского сарык («овца»).

## История
В начале XIX века сарыки проживали в районе Мерва, но с 1830 года они были вытеснены текинцами дальше вверх по Мургабской долине. Бала Мургаб и Пенди стали их основными поселениями .
В 1881 году сарыки перешли под контроль России после битвы при Геок-Тепе и создания Закаспийской области. В 1885 году численность сарыков оценивалось в 65 000 человек. В советское время проживали в Туркменской ССР. Сегодня большинство из них живут в современном Туркменистане, а некоторые живут за границей в Иране и Афганистане.

## Искусство
Как и другие туркменские этнографические группы, сарыки известны как ковроделы и имеют свой особый стиль: темно-красно-коричневые ковры с узором, выделенным тонкими линиями. Они используют симметричный (турецкий) узел, как делают туркмены-йомуды. Сарыки также славятся своими украшениями. Кроме того, стоит отметить, что сарыкцы отличаются от представителей других туркменских племён музыкальной одарённостью и тягой песенному искусству бахши и игре на туркменском дутаре

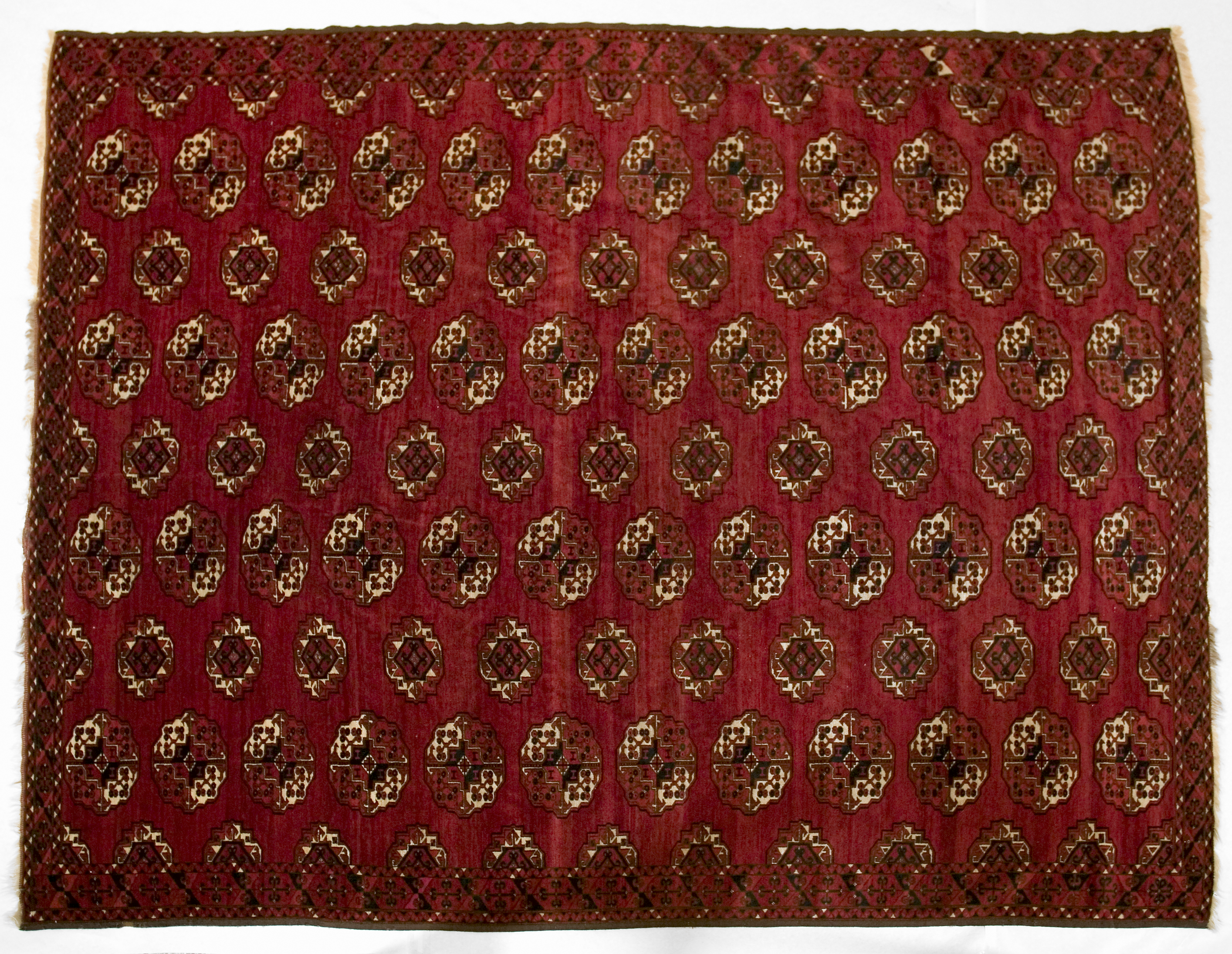
Сарыкский ковёр, XIX век
Сарыкский ковёр, XIX век